# Onychogomphus grammicus
Onychogomphus grammicus är en trollsländeart som först beskrevs av Jules Pièrre Rambur 1842.  Onychogomphus grammicus ingår i släktet Onychogomphus och familjen flodtrollsländor. IUCN kategoriserar arten globalt som otillräckligt studerad. Inga underarter finns listade i Catalogue of Life.